# Stemma dei Medici
Lo stemma dei Medici è l'arma con cui viene rappresentata l'antica famiglia dei Medici di Firenze; presenta sei bisanti, o palle come furono in seguito chiamati dai fiorentini, cinque smaltati di rosso e uno, più grosso, armeggiato di Francia.

## Blasonatura
D'oro, a sei palle poste in cinta, quella in capo, più grossa, di azzurro, caricata di tre fiordalisi d'oro posti 2, 1, le altre di rosso.

## Origine
In origine, l'arma della famiglia de' Medici mostrava sei palle rosse in campo oro (anche se, almeno fino a tutto il XV secolo, vennero realizzate varianti dello scudo che presentavano fino a undici palle, variamente disposte).
Le origini di tale stemma sono dubbie: secondo una leggenda piuttosto tarda, attestata per la prima volta in un'opera manoscritta di carattere encomiastico attribuita a Cosimo Baroncelli, familiare di Giovanni de' Medici, le palle sarebbero le impronte della clava del gigante Mugello lasciate sullo scudo dorato del mitico progenitore del casato, Averardo, giunto in Toscana al seguito di Carlo Magno.
Secondo altre ipotesi, ritenute piuttosto improbabili, le palle medicee potrebbero essere pillole medicinali e andrebbero riferite al nome della famiglia, o arance amare che alluderebbero ai commerci dei Medici con l'Oriente.
L'opinione più accreditata vuole che lo stemma, che nella forma più antica sarebbe stato un campo d'oro seminato di bisanti vermigli (o, meglio, torte vermiglie, essendo i bisanti per definizione smaltati d'oro o d'argento), sia derivato, mediante inversione degli smalti, dall'insegna dell'Arte del Cambio (di rosso, seminata di bisanti d'oro), alla quale i Medici si erano iscritti dopo essersi stabiliti a Firenze dal Mugello.
Considerata la frequenza con cui la figura della palla ricorre negli stemmi delle famiglie toscane, non è da escludere che esse derivino dalle borchie che fissavano, ad esempio, gli attacchi dell'imbracciatura dello scudo, colorate così da farne degli elementi decorativi.

## Storia
Re Luigi XI di Francia, con un decreto emanato a Montluçon nel maggio del 1465, concesse a Piero il Gottoso e ai suoi eredi e successori legittimi di armeggiare di Francia (d'azzurro, caricata di tre fiordalisi d'oro posti 2, 1) la palla verso il capo: nello stemma miniato sul diploma di concessione le palle erano poste 3, 2, 1 e quella armeggiata di Francia era quella centrale della riga superiore; tuttavia, soprattutto a partire dal XVI secolo (pontificati di Leone X e Clemente VII), si andò affermando sempre di più la disposizione delle palle in cinta e quella armeggiata di Francia si trovò ad occupare una posizione prominente.
Benché il privilegio di Luigi XI riguardasse solo i discendenti di Piero di Cosimo, anche i rami cadetti della famiglia (marchesi della Castellina, principi di Ottajano e duchi di Sarno) adottarono lo stemma con la palla armeggiata di Francia.

## Armoriale
Esemplificazione dei vari passaggi che lo stemma ha avuto attraverso i secoli.

Stemma dell'Arte del Cambio: di rosso, seminato di bisanti d'oro
Stemma di Giovanni di Bicci de' Medici
Stemma di Cosimo il Vecchio
Stemma di Piero il Gottoso
Stemma utilizzato da Lorenzo il Magnifico in poi
Stemma granducale con la Corona del Granducato di Toscana
Stemma a sei palle senza l'arma di Francia